# Тарнувко (Куявсько-Поморське воєводство)
Тарнувко (пол. Tarnówko, нім. Tarnen) — село в Польщі, у гміні Крушвиця Іновроцлавського повіту Куявсько-Поморського воєводства.
Населення — 252 особи (2011).
У 1975-1998 роках село належало до Бидгощського воєводства.

## Демографія
Демографічна структура станом на 31 березня 2011 року:
|          | Загалом | Допрацездатний вік | Працездатний вік | Постпрацездатний вік |
| -------- | ------- | ------------------ | ---------------- | -------------------- |
| Чоловіки | 142     | 17                 | 109              | 16                   |
| Жінки    | 110     | 13                 | 74               | 23                   |
| Разом    | 252     | 30                 | 183              | 39                   |